# La vecina
La vecina es una telenovela mexicana producida por Lucero Suárez para Televisa en el año 2015. Es una adaptación de la telenovela colombiana La costeña y el cachaco y se agrega un original llamado San Pambolero, escrito por la propia Lucero Suárez.
Está protagonizada por Esmeralda Pimentel y Juan Diego Covarrubias, junto con las participaciones antagónicas de Natalia Guerrero, Alfredo Gatica, Javier Jattin y Luis Gatica; contando con las actuaciones estelares de Alejandro Ibarra y Pierre Angelo.
Fue la última telenovela en la que participó la primera actriz Mariana Karr antes de su fallecimiento, el 31 de julio de 2016.

## Sinopsis
Sara Granados (Esmeralda Pimentel) es una mujer de clase media, con una vida sencilla, la cual cambia radicalmente después de 2 acontecimientos; termina un largo noviazgo con Eliseo "Cheo" González (Javier Jattin) y es despedida del Hotel en el que trabajaba. Sin trabajo y ante su situación sentimental, decide irse unos días a San Gaspar con sus tíos, Simón (Pierre Angelo) y Vicente (Alejandro Ibarra). 
Mientras tanto en CONATROL, una empresa dedicada a la distribución de gasolina a nivel nacional, existe gran preocupación por el robo de combustible en San Gaspar, por lo que el director general de CONATROL, el Ing. Juan Carlos Uribe (Carlos Bracho) decide enviar al Ing. Antonio Andrade (Juan Diego Covarrubias) como nuevo director de la planta de San Gaspar. Antonio acepta irse de inmediato, aplazando su boda con Isabel Cisneros (Natalia Guerrero), hija del millonario empresario Guillermo Cisneros (Benny Ibarra). 
Ricardo Segura (Alfredo Gatica) quien también trabaja en CONATROL, aprovecha la ausencia de Antonio en la ciudad y hace todo lo necesario para tomar su lugar no sólo en lo laboral, sino incluso conquistando a Isabel, la prometida de Antonio y aliándose en secreto con Pedro Arango (Luis Gatica), líder local de los saqueadores de gasolina.
El destino une a Sara y Antonio, primero como vecinos y luego cuando Sara llega a pedir trabajo a CONATROL. Sara y Antonio conviven durante un fin de semana en un viaje inesperado, naciendo una gran atracción entre ellos, pues a pesar de que tienen distintas personalidades, la frescura y la actitud de Sara lo van cautivando poco a poco. 
De regreso a San Gaspar, Antonio y Sara se despiden amorosos; no pueden negar la atracción que sienten, pero entienden que lo vivido en el viaje no puede continuar . Él está comprometido y ella es muy diferente a todo lo que Antonio espera de la vida. Él, le promete que le dará trabajo en CONATROL, sin imaginar que Ricardo (Alfredo Gatica) se encargará de hacerlos quedar mal, citando a Sara en la ciudad para una “entrevista de trabajo”, con la única intención de exponer el supuesto amorío entre Sara y Antonio ante los directivos de la empresa, provocando que prohíban la contratación de Sara. 
Sara decide regresar a San Gaspar, pero pierde el vuelo y Antonio la deja quedarse en su departamento, donde hacen el amor y se entrelazan promesas. Al siguiente día, Sara se entera del compromiso de Antonio con Isabel y regresa a San Gaspar con el corazón destrozado, pensando que Antonio solo se burló de ella, Sara decide tomar las riendas de su vida y le compra a Pedro su restaurante “El Molcajete”, donde inicialmente ingresa como empleada, pero, Pedro le da muchas facilidades, creyendo que así podrá tener información fresca de CONATROL, sabiendo el interés de Sara por Antonio. 
Antonio, convencido de sus sentimientos por Sara, decide terminar su relación con Isabel e intenta reconquistar el corazón de Sara, pero Isabel provoca falsamente un fraude millonario, con el que el papá de Antonio, Eduardo (Adalberto Parra) este a punto de ser encarcelado injustamente, obligándolo a casarse con ella a cambio de la libertad de su padre. Sara se siente traicionada una vez más por Antonio y decide alejarse para siempre de él. 
Sara y Antonio saben que son el uno para el otro y que nacieron para estar juntos, pero deberán luchar por su felicidad, siguiendo a su corazón y haciendo a un lado todos sus miedos.

## Reparto
Una lista de reparto confirmado, fue publicado el 14 de marzo de 2015 por el sitio web Mastelenovelas.

### Reparto principal
- Esmeralda Pimentel[7] como Sara Granados Esparza
- Juan Diego Covarrubias[8] como Antonio Andrade
- Natalia Guerrero[9] como Isabel Cisneros
- Alejandro Ibarra[10] como Padre Vicente Granados
- Luis Gatica como Pedro Arango
- Carlos Bracho como Juan Carlos Uribe
- Arturo Carmona como Fidel Chávez
- Pierre Angelo como Simón Esparza
- María Alicia Delgado como Marina Zaldívar
- Javier Jattin[11] como Eliseo González "Cheo"
- Benny Ibarra[10] como Guillermo Cisneros
- Mercedes Vaughan como Mercedes Esparza Vda. de Granados
- Alfredo Gatica como Ricardo Segura Dávila
- Sugey Ábrego como Edwina Chávez
- José Manuel Lechuga como Sebastián Morales[12]
- Edsa Ramírez como Natalia Guajardo
- Violeta Isfel como Cristina Aguilera "Titina"

### Reparto recurrente
- José Montini como José "Pepe"'
- Fernanda Vizzuet como Laura de Arango
- Mauricio Abularach como Bruno Verde
- Benjamín Rivero como Rafael Padilla
- Polo Monárrez como Nelson Guzmán
- Bibelot Mansur como Magdalena de Chávez "Magda"
- Adalberto Parra como Eduardo Andrade
- Ariane Pellicer como Emma de Andrade
- Araceli Rangel como Mariana Andrade
- Rolando Brito como Carmelo
- Perla Encinas[13] como Rosa Méndez
- Lenny Zundel como Ignacio López "Nachito"
- José Luis Badalt como Ramón
- Roberto Romano como Elías
- Solkin Ruz como Javier "Javi"
- Maribé Lancioni como Ligia
- Kevin Holt como David Fernández
- Axel Trujillo como Juan de Dios Granados Esparza "Juancho"
- Ricardo Fernández Rue como Roque
- Eduardo Shacklett como Anselmo Barajas
- Alex Otero como Vladimir Chávez
- Gerson Martínez como Quintin Bautista
- Itza Sodi como Enrique "Kike"
- Ricardo Kleinbaum[14] como Marcelo Bazán
- Luis Ceballos como Eduardo
- Polly como Leila
- Mariana Karr como Luz Requena "Lucita"
- Rubén Cerda como Tadeo Neira Requena
- Marcos Montero[15] como  Arturo Aguilera
- Raúl Coronado como Julián Aguilera
- José Carlos Femat como Arnold Aguilera
- Bárbara Torres[16] como la madre de Señora Aguilera
- Luis Manuel Ávila como Ingeniero Gutiérrez
- Moisés Muñoz[17] como Entrenador de Fútbol
- Arturo Lorca - Señor Aguilera
- Alejandra Jurado como Fulvia de Aguilera
- Luis Couturier como Ingeniero Lorenzo Cinthias
- Hugo Macías Macotela como Científico
- Marcia Coutiño como Serena
- Polo Ortín como Sacerdote de Titina y Sebastián
- Juan Carlos Nava como Doctor Castillo
- Ricardo Guerra como Entrenador de Lucha Libre
- Mara Matosic como Paty la reportera

## Producción
La producción de la telenovela comenzó en diciembre de 2014, pero no fue hasta en febrero de 2015 que se confirmó su producción original. La producción terminó el 16 de diciembre de 2015.

## Audiencia
| Temporada | Episodios | Primera emisión    | Primera emisión      | Última emisión      | Última emisión       | Prom. de espectadores (millones) |
| Temporada | Episodios | Fecha              | Audiencia (millones) | Fecha               | Audiencia (millones) | Prom. de espectadores (millones) |
| --------- | --------- | ------------------ | -------------------- | ------------------- | -------------------- | -------------------------------- |
| 1         | 176       | 25 de mayo de 2015 | 16.8                 | 24 de enero de 2016 | —                    | —                                |

## Banda sonora
La banda sonora está compuesta e interpretada por Jorge Domínguez. Fue lanzado el 20 de julio de 2015 por Fonarte Latino.

### Lista de temas
| N.º | Título                             | Artista(s)      | Duración |  |
| 1.  | «Ella es»                          | Jorge Domínguez | 2:45     |  |
| 2.  | «Perdóname»                        | Jorge Domínguez | 2:14     |  |
| 3.  | «En menos de un segundo»           | Jorge Domínguez | 3:06     |  |
| 4.  | «Tus ojitos»                       | Jorge Domínguez | 2:49     |  |
| 5.  | «Enfiestados»                      | Jorge Domínguez | 2:32     |  |
| 6.  | «Este amor es para siempre»        | Jorge Domínguez | 2:59     |  |
| 7.  | «Decídete»                         | Jorge Domínguez | 2:37     |  |
| 8.  | «Peligro de amor»                  | Jorge Domínguez | 2:05     |  |
| 9.  | «Amor eléctrico»                   | Jorge Domínguez | 2:55     |  |
| 10. | «Te traigo serenata»               | Jorge Domínguez | 2:09     |  |
| 11. | «Esta forma de amarte»             | Jorge Domínguez | 2:42     |  |
| 12. | «Enamorado de ti»                  | Jorge Domínguez | 3:04     |  |
| 13. | «La Vecina (Variación Orquestada)» | Jorge Domínguez | 3:19     |  |
| 14. | «Perdóname (Variación Orquestada)» | Jorge Domínguez | 1:21     |  |
| 15. | «Cumbia azul»                      | Jorge Domínguez | 2:30     |  |
| 16. | «Tropicumbia San Gaspar»           | Jorge Domínguez | 0:56     |  |
| 17. | «Difícil situación»                | Jorge Domínguez | 2:09     |  |
| 18. | «Acapulco Cumbia»                  | Jorge Domínguez | 1:31     |  |

## Premios y nominaciones

### Presea Luminaria de Oro 2015
- Reconocimiento por desempeño a: Marcos Montero, José Carlos Femat y Raúl Coronado.[27]

### Premios TVyNovelas 2016
| Categoría                   | Nominados                                                           | Resultados |
| --------------------------- | ------------------------------------------------------------------- | ---------- |
| Mejor telenovela            | Lucero Suárez                                                       | Nominada   |
| Mejor actriz protagónica    | Esmeralda Pimentel                                                  | Nominada   |
| Mejor actor protagónico     | Juan Diego Covarrubias                                              | Nominado   |
| Mejor actor coestelar       | Alejandro Ibarra                                                    | Nominado   |
| Mejor actor juvenil         | Alfredo Gatica                                                      | Nominado   |
| Mejor primer actor          | Carlos Bracho                                                       | Nominado   |
| Mejor actor de reparto      | Pierre Angelo                                                       | Ganador    |
| Mejor actriz de revelación  | Edsa Ramírez                                                        | Nominada   |
| Mejor actor revelación      | José Manuel Lechuga                                                 | Nominado   |
| Mejor dirección de escena   | Claudia Elisa Aguilar y Juan Pablo Blanco                           | Nominados  |
| Mejor tema musical          | ˝La Vecina˝ (Los Ángeles Azules) por Octavio Lara y Jorge Domínguez | Nominados  |
| Mejor reparto               | Lucero Suárez                                                       | Nominada   |
| Mejor historia o adaptación | Edwin Valencia, Lucero Suárez, Carmen Sepúlveda y Luis Reynoso      | Nominados  |
| Mejor dirección de cámaras  | Bernardo Nájera y Víctor Soto                                       | Nominados  |

## Versiones
- La costeña y el cachaco producida por Tevecine para RCN Televisión en el 2003, Protagonizada por Amada Rosa Pérez y Jorge Enrique Abello.